# 加爾多明卡河
53°51′31″N 15°13′45″E / 53.8586°N 15.2293°E
加爾多明卡河是波蘭的河流，位於該國西北部，處於西波美拉尼亞省，屬於雷加河的左支流，河道全長27公里，流域面積113平方公里。